# Ma’ao (köpinghuvudort i Kina, Zhejiang Sheng, lat 30,11, long 122,09)
Ma'ao är en köpinghuvudort i Kina. Den ligger i provinsen Zhejiang, i den östra delen av landet, omkring 190 kilometer öster om provinshuvudstaden Hangzhou. Antalet invånare är 10 929. Befolkningen består av 5 049 kvinnor och 5 880 män. Barn under 15 år utgör 9,0 %, vuxna 15-64 år 77 %, och äldre över 65 år 13,0 %.
Runt Ma'ao är det mycket tätbefolkat, med 1 056 invånare per kvadratkilometer. Närmaste större samhälle är Lincheng, 17,0 km sydost om Ma'ao. I omgivningarna runt Ma'ao växer i huvudsak blandskog.
Genomsnittlig årsnederbörd är 1 673 millimeter. Den regnigaste månaden är juni, med i genomsnitt 332 mm nederbörd, och den torraste är januari, med 48 mm nederbörd.